# Lomographa pulverata
Lomographa pulverata es una especie de polillas de la familia Geometridae. La especie fue descrita por primera vez por el entomólogo danés Andreas Bang-Haas en 1910, con distribución en Corea.